# Fy på sej, gamla människan!
Fy på sej, gamla människan! är en amerikansk film från 1947 i regi av George S. Kaufman.

## Handling
Senator Ashtons privata dagbok kommer på villovägar samtidigt som han bestämt sig för att kandidera till president. En journalist och en politisk motståndare försöker komma över dagboken.

## Rollista
- William Powell - Melvin G. Ashton
- Ella Raines - Poppy McNaughton
- Peter Lind Hayes - Lew Gibson
- Arleen Whelan - Valerie Shepherd
- Ray Collins - Fred Houlihan
- Allen Jenkins - Farrell
- Charles D. Brown - Dinty
- Hans Conried - uppassare
- Whit Bissell - Oakes
- Milton Parsons - "You Know Who"-Joe
- Francis Pierlot - Frank
- Myrna Loy - fru Ashton (ej krediterad, cameo)